# ان‌جی‌سی ۷۰۲۹
ان‌جی‌سی ۷۰۲۹ (انگلیسی: NGC 7029) یک کهکشان بیضوی است که در فاصله ۱۲۰ میلیون سال نوری از زمین در صورت فلکی هندی واقع شده است. قطر NGC 7029 حدود ۱۲۹۰۰۰ سال نوری برآورد شده است. این کهکشان در ۱۰ اکتبر ۱۸۳۴ توسط ستاره شناس جان هرشل کشف شد. این کهکشان در یک جفت کهکشان با NGC 7022 قرار دارد.